# Fausto Quirarte
Fausto Quirarte Martínez (n. 1916 - f. 14 de enero de 1986), fue un futbolista mexicano que jugaba en la posición de portero. Jugó para el Club Deportivo Guadalajara y la Selección Jalisco.
Fausto nació en el barrio de Las Barranquitas de la ciudad de Guadalajara, por lo que desde pequeño se inició en el equipo del barrio, el Atlético Latino, donde empezó a jugar por simpatía con el equipo y con el sueño de ocupar el lugar en la portería que entonces defendía un jugador apodado "El Garrote".
Su padre era dueño de la peluquería ubicada a espaldas del templo de Nuestra Señora de las Mercedes, y ahí se reunían muchos clientes, uno de ellos lo llevó al Club de Bosque y Unión, el Club Deportivo Guadalajara, donde se unió a las filas juveniles donde fue creciendo y subiendo de categoría, paso por juvenil, tercera, segunda y de ahí a la primera fuerza, siempre en la portería, con la consigna de que algún día llegaría a ocupar el puesto del insustituible Fausto Prieto.
Debutó con el primer equipo del Guadalajara en la liga de 1931-1932, en ese entonces la afición futbolera se encontraba de plácemes con la reciente inauguración del Campo Oro, por lo que la ciudad ya contaba con tres campos y se podían realizar juegos simultáneos. 
El domingo 17 de enero de 1932 el Guadalajara jugó contra el Oro, y Fausto se encontraba en la alineación titular junto con Manuel Navarro, "La Muerte" Eliseo Orozco, Anastasio Prieto, "El Pillete" Alfredo Ramírez, Luis Rodríguez, F. Salas, Miguel Pizano, Fausto Prieto, J. Jesús Herrera y Rodolfo Herrera, humillando el Guadalajara al Oro por marcador de cuatro a dos.
Tres semanas después, festejándose la fecha del 5 de febrero, aniversario de la constitución mexicana, el equipo América visitó Guadalajara y se enfrentó a los rojiblancos y el juego terminaría empatado a dos goles, ese sería su primer encuentro contra una escuadra capitalina.
Pasó el tiempo y adquirió experiencia y popularidad situándose como el portero número uno del fútbol de Jalisco, por lo que en el año de 1933 cuando el Audax campeón de Chile visitó Jalisco, Fausto reforzó al Nacional para su juego.
En 1934 el Guadalajara enfrentó al Aurora de Perú, Fausto participó en el encuentro y recibiría cuatro anotaciones de los peruanos, sin embargo Guadalajara supo responder y empató el marcador a igual número de tantos.
El domingo 11 de junio de 1935, el Guadalajara recibió al Equipo Latino. El Guadalajara alineó a: Fausto Quirarte, Manuel Navarro, Armando Suárez, Refugio Cruz, Alfonso Pimentel, Pablo Cortés, Rodolfo Herrera, Luis Reyes, Fausto Prieto, J. Jesús Aceves y Nacho Fernández. El árbitro del encuentro fue Mario Partida. El Guadalajara fue vencido, pero el triunfo de El Nacional ante Oblatos, lo coronó como campeón.
En 1936 emigra al fútbol de la capital del país para enrolarse con el Atlante del licenciado Salgado, debutando en el torneo de la Copa México y despidiéndose del Atlante luego de ser finiquitado otro torneo más con la denominación "Copa Novia de México" en un encuentro póstumo contra los albiazules del Asturias.
Emigró de nuevo ahora uniéndose a las filas del "CIDOSA" de Río Blanco, Veracruz, donde ya militaban siete tapatíos y lograron la corona del estado, premiándosele con un partido ante el Barcelona en España, donde el equipo de Quirarte tuvo como refuerzos a Luis de la Fuente y Hoyos "El Pirata", José Luis García Cortina "El Tití" y "El Viejo" Sánchez, el partido fue ganado por los españoles seis a tres.
Después de contraer nupcias con Luz Gutiérrez, regresa a Guadalajara y buscó acomodo en el fútbol tapatío, enrolándose en el equipo del Río Grande. Al poco tiempo se adueña del puesto en la portería de la Selección Jalisco que inició su participación en la liga de la Ciudad de México en 1940.
Fausto regresó al Río Grande y después a formaciones de la primera fuerza local dejando el fútbol activo cerca de los años 1950s.
- Datos: Q5856850